# Cesare Crispolti
Cesare Crispolti (1563-1608) fue un historiador y eclesiástico nacido en Perusa, Italia.

## Biografía
Nació en Perusa, ocupándose primeramente al estudio del derecho civil y derecho canónico, y recibió el grado de doctor en ambas facultades, y habiendo más tarde abrazado el estado eclesiástico logró un canonicato en la iglesia catedral, repartiendo desde entonces su tiempo entre el riguroso cumplimiento de las responsabilidades de su estado y el cultivo de las letras.
Crispolti fue uno de los iniciadores de la academia de los Insensati y su presidente, y leyó en ella varias disertaciones en verso que fueron muy aclamadas, y se dedicó mismamente durante algunos años a redactar la historia de su país, y había compuesto los tres primeros libros cuando le sorprendió la muerte, dejando además manuscritas poesías y varios discursos publicados en 1628 por L. Ciambini; para más pormenores sobre la vida de Crispolti, se puede acudir a una obra de Agostino Oldoini (1612-1683) titulada Athenaeum ligusticum, 1680 y también a una obra de Giovan Battista Vermiglioli titulada Biografia degli scrittori perugini, Perugia, V. Bartelli, 1829.

## Obras
- Perugia Augusta descritta, Perusa, 1648, en 4º.
- Poesías italianas
- Disertaciones